# 財津和夫の人生ゲーム21
『財津和夫の人生ゲーム21〜心の旅〜』（ざいつかずおのじんせいゲームにじゅういち〜こころのたび〜）は、東海ラジオ放送をキーステーションに放送されていたラジオ番組。2001年12月放送開始、2013年9月28日をもって一旦終了。当初は1時間番組だったが、2005年4月より、30分番組に変更になった。

## 概要
当時人気の音楽グループだったチューリップのリーダー・財津和夫を迎え、東海ラジオで1975年に深夜番組『財津和夫の人生ゲーム』がスタート。当時のチューリップの人気に加え、財津のミュージシャンとしての飾り気のないトークが、当時の女子大生を中心に若い女性たちや、財津和夫のメロディーにあこがれる少年たちに幅広く支持され、13年間続く長寿番組となった。
チューリップ解散後の2001年12月、『財津和夫の人生ゲーム21』と題し13年ぶりにレギュラー番組として復活。チューリップ全盛時代に『人生ゲーム』のリスナーであった世代に向け、青春を思い出しながら再びラジオに親しめる番組を届けた。
幾度かの時間帯変更の後、2013年4月からの半年間は再び深夜帯での放送となった。2013年9月28日の放送をもって終了。

## 主なコーナー
- 青春の一曲
- 私のビートルズ
- シネマ・カフェ

## パーソナリティ
- 財津和夫（元チューリップのリーダー）

## 公開収録
- 2002年12月3日 名古屋・東海ラジオスタジオ（パートナー:青山紀子アナウンサー）
- 2003年11月1日 大阪・ABCラジオ第1スタジオ（パートナー:橋詰優子アナウンサー）
- 2004年7月24日 東京・文化放送第5スタジオ（パートナー:水谷加奈アナウンサー）
- 2005年3月5日 福岡・KBCラジオ第1スタジオ（パートナー:奥田智子アナウンサー）

## ネット局・放送時間
※最終回時点

### 現在
| 放送対象地域 | 放送局               | 放送曜日・時間                                                                      | 備考 |
| ------------ | -------------------- | ----------------------------------------------------------------------------------- | --- |
| 中京広域圏   | 東海ラジオ放送（SF） | 土曜 27:30～28:00 （日曜未明3:30～早朝4:00） 放送機器の保守点検による休止日もあり。 | 2013年9月28日時点の放送時間 2010年9月までは金曜24:00 - 24:30の放送だった。 2010年6月までは日曜11:00 - 11:30の放送だった。 2010年春改編までは日曜 18:00～18:30の放送であり、 2009年9月までは日曜11:00 - 11:30の放送であり、 2009年3月までは土曜13:00 - 13:30の放送だった。 2010年10月～2013年3月は土曜13:30 - 14:00の放送だった。 ただし、「東海ラジオガッツナイタースペシャル」の放送時間により変動のする週もあった。 |

### 過去のネット局
| 放送対象地域   | 放送局            | 放送曜日・時間     | 備考 |
| -------------- | ----------------- | ------------------ | --- |
| 北海道         | STVラジオ         | 日曜 08:30 - 09:00 | |
| 山形県         | 山形放送（YBC）   | 日曜 11:00 - 11:30 | |
| 秋田県         | 秋田放送（ABS）   | 日曜 10:00 - 10:30 | |
| 宮城県         | 東北放送（TBC）   | 日曜 10:00 - 10:30 | |
| 福島県         | ラジオ福島（RFC） | 日曜 10:00 - 10:30 | |
| 関東広域圏     | 文化放送（QR）    | 日曜 09:00 - 09:30 | 毎年11月第1週の全日本大学駅伝放送時及び1月2日または1月3日が日曜日で 箱根駅伝が放送される場合は休止。2009年3月をもって放送終了。 |
| 静岡県         | 静岡放送（SBS）   | 日曜 10:00 - 10:30 | |
| 石川県         | 北陸放送（MRO）   | 土曜 15:00 - 15:30 | |
| 福井県         | 福井放送（FBC）   | 日曜 17:00 - 17:30 | |
| 近畿広域圏     | ABCラジオ         | 日曜 13:30 - 14:00 | 全国高校野球選手権大会中継期間中は休止となり、CMスポット送出のみだった                                                          |
| 広島県         | 中国放送（RCC）   | 日曜 09:00 - 09:30 | |
| 鳥取県・島根県 | 山陰放送（BSS）   | 日曜 09:00 - 09:30 | |
| 福岡県         | KBCラジオ         | 日曜 10:10 - 10:40 | 「スマイルサンデー」に内包 |
| 宮崎県         | 宮崎放送（MRT）   | 土曜 17:00 - 17:30 | |
| 鹿児島県       | 南日本放送（MBC） | 土曜 13:30 - 14:00 | |

※三才ブックス刊行『ラジオ番組表 2008春号』などによる

## スポンサーの変遷
- ?～2008年9月 - トヨタ自動車

トヨタのスポンサー降板により、一気にネット局が減り、文化放送のみとなった。
- 2009年4月～?年 - ツムラライフサイエンス

後半部分にツムラのインフォマーシャルと思われるコーナーが設けられていた（担当は佐藤友香）。
- 2010年10月2日～2013年3月30日 - 三井不動産と三井不動産グループ

番組宣伝CMでは、毎回異なる三井不動産や三井不動産グループのCMが番組宣伝本編の後に放送されている。
- 2013年4月20日～最終回　-ノンスポンサー

## 備考
- 本番組は実質的に21世紀リメーク版。かつては、東海ラジオのローカル番組「ミッドナイト東海」土曜深夜の前半を「財津和夫の人生ゲーム」と題し、後に東海ラジオをキーステーションに「財津和夫の人生ゲーム」と題して全国ネットされた番組があった（関東地区のネット局は現在と違いニッポン放送）。当時のオープニングBGMは開始当初と全く同じだった。なお2001年の番組開始時は東海ラジオと文化放送のみ（当時は金曜21:00～21:30）だった（2002年4月以降ネット局拡大していった）。
- 2006年4月より番組タイトルが「財津和夫の人生ゲーム21～心の旅～」に変更となり、オープニングBGMも『魔法の黄色い靴』に変更となった。
- 2013年6月8日放送予定分は「東海ラジオガッツナイタースペシャル中日対ソフトバンク戦」が大幅延長し、「Hit's Today」や「福山雅治の魂のラジオ」を休止しても遅れを解消できず、急遽当番組を休止する対応を取った。番組の休止は今回が初めてだった。事前の番組案内告知では放送する予定だった。
- 2013年10月5日以降の土曜深夜27:30（日曜早朝3:30）枠は日曜深夜26:30（月曜未明2:30）枠から移動してくる「湘南カチート」が放送される。